# Тотров, Рустам Станиславович
Рустам Станиславович Тотров (род. 15 июля 1984 года, Владикавказ, Северо-Осетинская АССР, РСФСР, СССР) — российский спортсмен. Борец греко-римского стиля. Серебряный призёр летних Олимпийский игр 2012 года в Лондоне. Заслуженный мастер спорта России.

## Биография
С 1997 года занимается греко-римской борьбой. Первый тренер — Вахтанг Заликоевич Гаглоев.
С 2010 года — спортсмен-инструктор Тюменского областного Центра спортивной подготовки. Тренер — Сергей Владимирович Воробьёв.

### Спортивные достижения
- 2012 год — Олимпийские игры —  Серебро
- 2012 год — Чемпионат России —  Золото
- 2012 год — Чемпионат Европы — 7 место
- 2012 год — Гран-при Иван Поддубный —  Золото
- 2011 год — Кубок мира —  Серебро
- 2011 год — Чемпионат мира —  Бронза
- 2011 год — Чемпионат России —  Серебро
- 2011 год — Гран-при Иван Поддубный —  Золото
- 2010 год — Гран-при Иван Поддубный —  Золото
- 2008 год — Чемпионат России —  Золото
- 2006 год — Гран-при Иван Поддубный —  Бронза (до 84 кг)

## Награды
- Медаль ордена «За заслуги перед Отечеством» I степени (13 августа 2012 года) — за большой вклад в развитие физической культуры и спорта, высокие спортивные достижения на Играх XXX Олимпиады 2012 года в городе Лондоне (Великобритания)[1].
- Заслуженный мастер спорта России (20 августа 2012 года)[2].